# Giovanna di Castiglia
Giovanna di Castiglia, o Giovanna di Aragona e Castiglia, conosciuta anche come Giovanna la Pazza (in castigliano Juana I de Castilla, o Juana la Loca, in catalano Joana d'Aragó i de Castella o Joana la Boja; Toledo, 6 novembre 1479 – Tordesillas, 12 aprile 1555), è stata duchessa consorte di Borgogna, regina di Castiglia dal 1504 e di Aragona dal 1516, regni dalla cui unione si è evoluta la Spagna moderna.
Giovanna sposò Filippo il Bello, arciduca di Casa d'Asburgo, il 20 ottobre 1496. Dopo la morte di suo fratello Giovanni, principe delle Asturie, nel 1497, di sua sorella maggiore Isabella nel 1498 e di suo nipote Michele della Pace nel 1500, divenne l'erede presunta delle corone di Castiglia e Aragona. Quando sua madre, la regina Isabella I di Castiglia, morì nel 1504, Giovanna divenne regina di Castiglia, mentre suo padre, il re Ferdinando II d'Aragona, si autoproclamò governatore e amministratore di Castiglia.
Nel 1506, l'arciduca Filippo divenne re di Castiglia jure uxoris, dando inizio al dominio degli Asburgo nei regni spagnoli, ma morì nello stesso anno. Nonostante fosse la regina di Castiglia, ebbe scarso potere sulla politica nazionale durante il suo regno poiché fu dichiarata pazza e imprigionata nel Convento Reale di Santa Clara, a Tordesillas, da suo padre. Ferdinando governò come reggente fino alla sua morte nel 1516, lasciando anche l'Aragona in eredità a Giovanna. 
Su questi territori regnò di fatto suo figlio Carlo V, mentre lei rimase quasi ininterrottamente imprigionata per 46 anni, fino alla sua morte, nel 1555.

## Biografia

### Infanzia
Giovanna nacque il 6 novembre 1479, nella città di Toledo, la capitale del Regno di Castiglia. Appartenente alla casa reale di Trastámara, era la terzogenita di Ferdinando II d'Aragona e di Isabella di Castiglia, i re cattolici (in spagnolo, los Reyes Católicos), come li aveva titolati nel 1494 papa Alessandro VI.
Aveva carnagione chiara, occhi azzurri e capelli tra il biondo fragola e il ramato, come la madre e la sorella Caterina. Suoi fratelli erano Isabella, regina del Portogallo; Giovanni, principe delle Asturie; Maria regina del Portogallo; e Caterina, sventurata prima moglie del sovrano inglese Enrico VIII.
Sua madre teneva molto all'educazione di tutti i suoi figli per prepararli a matrimoni vantaggiosi. La sua formazione accademica consisteva nello studio del diritto civile, della genealogia e dell'araldica, storia, matematica, filosofia, oltre a ortografia e scrittura; studiò le diverse lingue iberiche quali castigliano, leonese, galiziano-portoghese e catalano, ed era fluente in francese e latino. La sua formazione includeva inoltre l'etichetta di corte, la danza, la musica, il disegno, le abilità equestri, le buone maniere, la musica e le arti del ricamo e del cucito. Imparò anche attività all'aria aperta come la falconeria e la caccia.

### Matrimonio

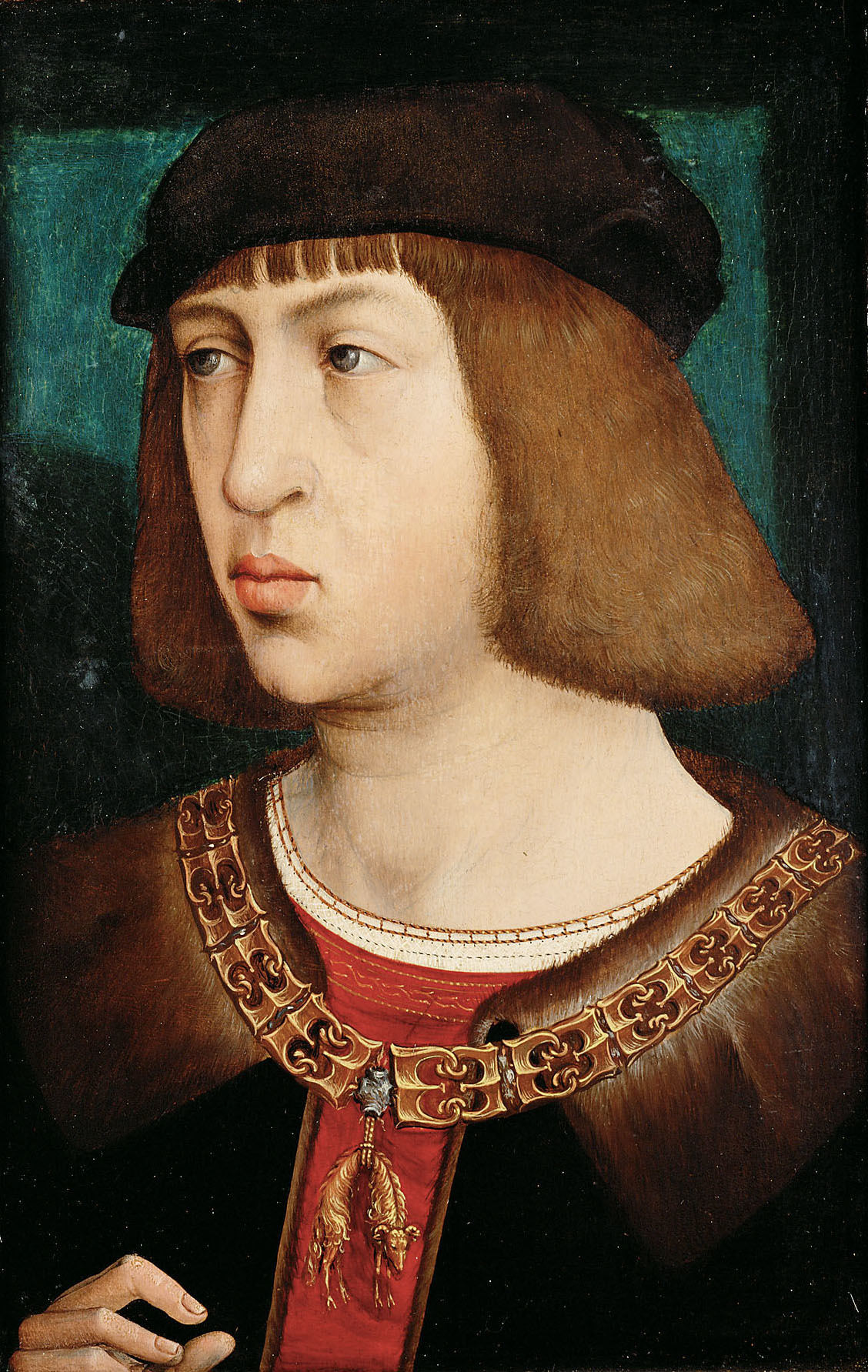
Filippo d'Asburgo detto "il Bello"

La politica matrimoniale tipica dell'epoca di Ferdinando e Isabella, sempre attenta a intrecciare unioni utili agli interessi della casata sul piano internazionale, portò matrimoni molto prestigiosi ai cinque figli.

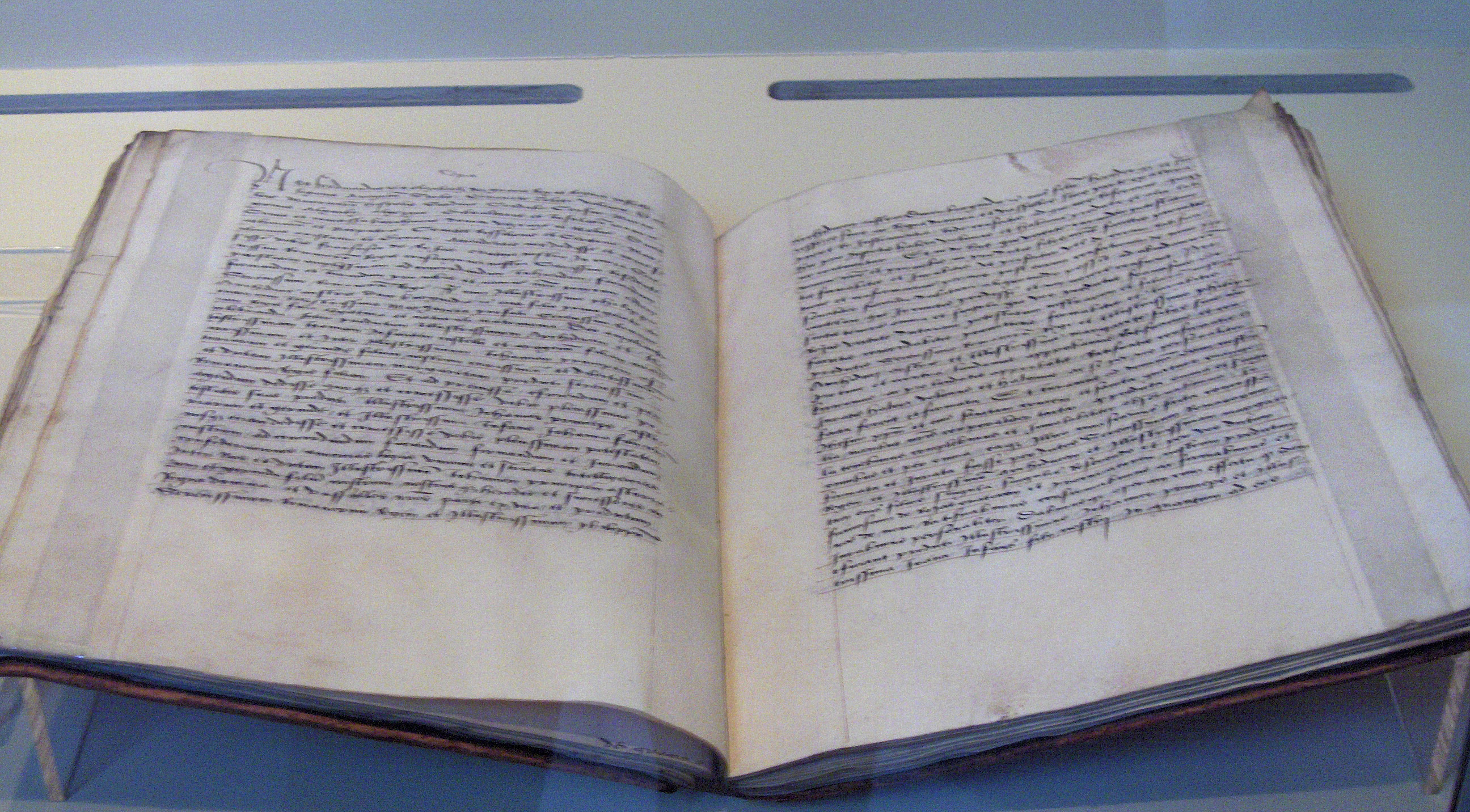
Il contratto di matrimonio tra Giovanna e Filippo (1496)

Nel 1496 Giovanna, all'età di sedici anni, fu promessa in sposa al diciottenne Filippo d'Asburgo, figlio di Massimiliano I, Imperatore del Sacro Romano Impero. Il matrimonio faceva parte di una serie di alleanze familiari tra Asburgo e Trastámara progettate per rafforzare entrambi contro il crescente potere francese. Questa unione è considerata una delle scelte di politica matrimoniale meglio riuscite nella storia europea: l'erede di Giovanna e di Filippo sarebbe divenuto possessore di un territorio vastissimo oltre che pretendente alla Corona imperiale.
Il viaggio per giungere alla nuova corte fu lungo e travagliato. Giovanna si separò dalla sua terra nell'agosto del 1496, quando il mare che bagna la costa cantabrica lo permise: il viaggio via terra attraversando la nemica Francia era impensabile. Il 21 ottobre 1496 furono celebrate le nozze a Lier in veste ufficiale, in quanto Filippo era rimasto talmente affascinato dalla bellezza e dalla forza di Giovanna da volerla sposare nel giorno stesso dell'arrivo di Lei nelle Fiandre. Giovanna aveva avuto un colpo di fulmine verso il marito Filippo, che ricambiava in pieno l'amore. Nei successivi undici anni diede alla luce sei figli (due maschi e quattro femmine): futuri imperatori e future regine.
Giovanna e Filippo si insediarono a Bruxelles, dove nel 1498 nacque la loro prima figlia, Eleonora. È facile comprendere come Giovanna vivesse il matrimonio anche come un atto liberatorio; inoltre la corte fiamminga era molto raffinata, completamente differente dall'austerità cui era stata abituata. Ma quella felicità sarebbe durata poco. Amante delle donne e della vita mondana, Filippo si concedeva lunghe assenze mentre Giovanna, accecata dalla gelosia, iniziava a mostrare i segni di quella pazzia che sarebbe stata utilizzata come tattica politica in mano agli uomini che la circondavano per accaparrarsi il potere.

### Erede al trono di Castiglia

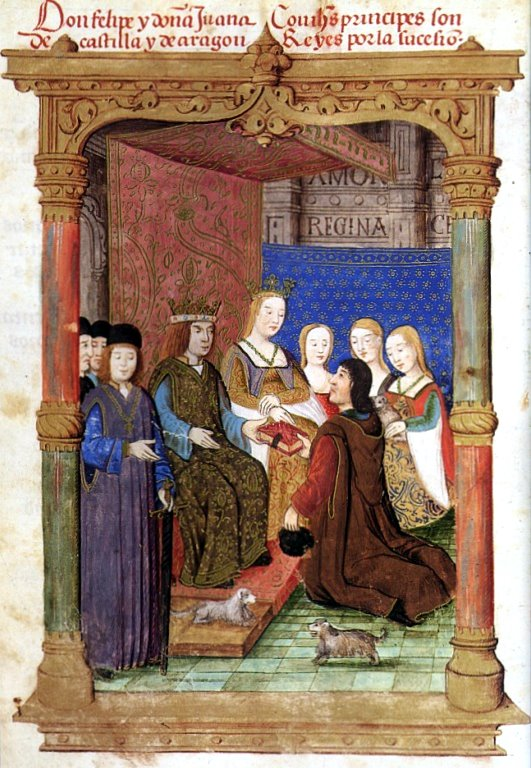
Giovanna e Filippo con la loro corte

Con il matrimonio tra Ferdinando di Aragona e Isabella di Castiglia, genitori di Giovanna, Aragona e Castiglia non si erano fuse in uno Stato unitario nel senso moderno del termine, ma erano rimaste due corone autonome, sottoposte alle proprie leggi: gli affari relativi alle due corone erano trattati "come se fossero l'uno un problema esclusivamente castigliano e l'altro un problema aragonese, e cioè li si affrontò come se l'unione fra le due corone non fosse mai avvenuta".
Al momento del matrimonio con Filippo, Giovanna era terza nella linea di successione, dopo il fratello Giovanni e la sorella Isabella (moglie del re Manuele I del Portogallo). Le premature morti di Giovanni (ottobre 1497) e di Isabella (agosto 1498) fecero sì che Giovanna divenisse l'erede ai troni di Castiglia e di Aragona. A questo risultato concorse la morte del figlio di Isabella e Manuele, Michele, scomparso nel 1500 ad appena 2 anni, qualche mese dopo la nascita di Carlo, secondogenito di Filippo e Giovanna.
Nel 1502, Filippo e Giovanna si recarono a Toledo per ricevere la fedeltà dalle Cortes di Castiglia come principessa delle Asturie, il titolo tradizionalmente dato all'erede di Castiglia. Filippo e la maggior parte della corte rientrarono nei Paesi Bassi l'anno successivo, mentre Giovanna, incinta, rimase a Madrid per partorire il loro quarto figlio, Ferdinando. Giovanna si risolse quindi a partire per raggiungere il marito, ma i suoi genitori, che pretendevano che il piccolo Ferdinando fosse allevato in Spagna, glielo impedirono. Le tolsero i cavalieri della scorta e le fecero trovare sbarrato il portone della fortezza di Medina del Campo, in cui alloggiava. Giovanna cominciò a digiunare e a urlare di essere reclusa. La madre, malgrado la malattia, decise di farle visita, per convincerla dell'opportunità delle scelte fatte, ma la figlia a quanto pare l'accolse "con epiteti talmente oltraggiosi e così lontani da ciò che una figlia deve dire a sua madre" che alla fine i Re Cattolici si risolsero a lasciarla partire, pur trattenendo alla corte spagnola il piccolo Ferdinando.
Quando Giovanna e Filippo si riunirono, la loro relazione si complicò poiché, nell'anno in cui Giovanna era stata assente, Filippo era stato con un'altra donna. La loro relazione si mantenne comunque appassionata e salda anche nei periodi di tensione. Nonostante i due non rinunciassero alla passione (nacque infatti un'altra figlia, Maria), i continui tradimenti di Filippo provocavano in Giovanna violente crisi di gelosia.
Nel novembre del 1504, alla morte della madre, si aprì il problema della successione al trono di Castiglia, che per Giovanna ebbe sviluppi drammatici.

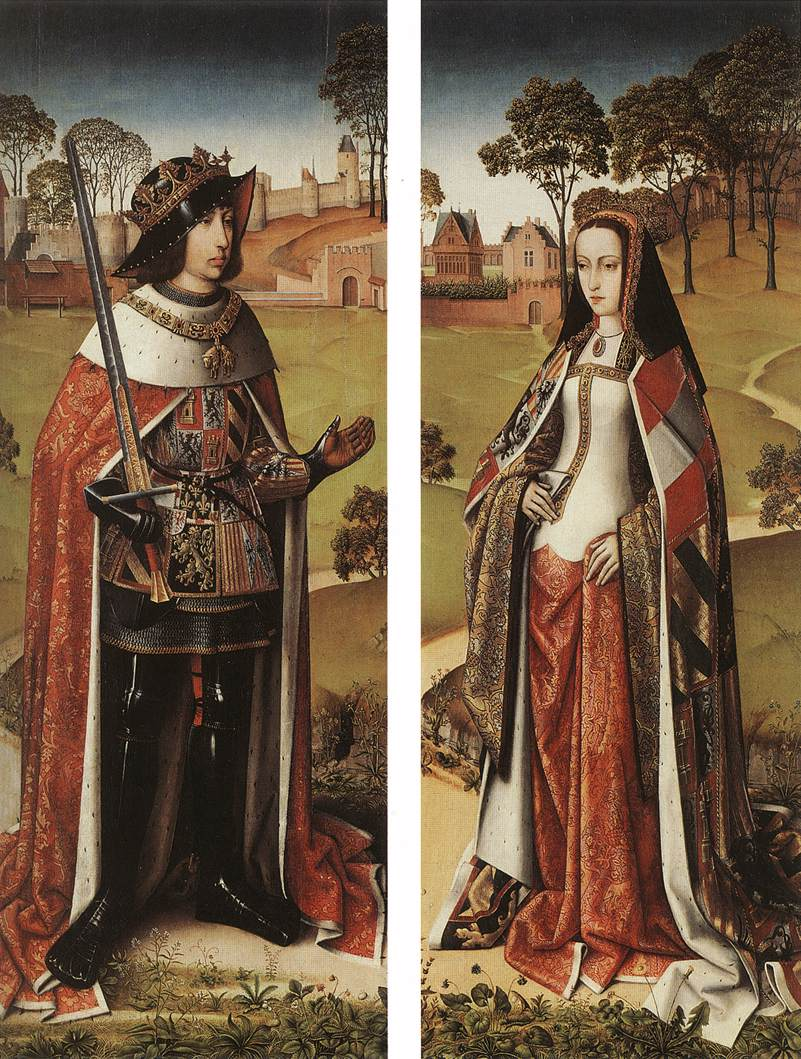
Filippo d'Asburgo e Giovanna di Castiglia

Ferdinando, il padre di Giovanna, assunse immediatamente la reggenza, facendo addirittura coniare delle monete con inciso "Ferdinando e Giovanna, re e regina di Castiglia, León e Aragona". Il genero Filippo però non era d'accordo: la Castiglia spettava a sua moglie (e dunque a lui) e fece a sua volta coniare monete in nome di "Filippo e Giovanna, re e regina di Castiglia, Léon e arciduchi d'Austria, ecc." Ferdinando, in risposta, intraprese una politica filo-francese, sposando Germana de Foix, nipote di Luigi XII di Francia (e sua pronipote), nella speranza che avrebbe generato un figlio per ereditare l'Aragona e forse la Castiglia. Filippo e Giovanna decisero di recarsi in Castiglia.
Lasciando le Fiandre il 10 gennaio 1506, le loro navi naufragarono sulla costa inglese e la coppia fu ospite di Enrico, Principe di Galles (in seguito Enrico VIII), e della sorella di Giovanna, Caterina d'Aragona, al Castello di Windsor. Non furono in grado di ripartire fino al 21 aprile, quando in Castiglia ormai si profilava la guerra civile. Sembra che Filippo considerasse lo sbarco in Andalusia per radunare i nobili e prepararsi allo scontro armato; invece sbarcarono a La Coruña il 26 aprile, dopodiché la nobiltà castigliana abbandonò Ferdinando in massa.
Ferdinando incontrò Filippo a Villafáfila, il 27 giugno 1506, per un colloquio privato, dove accettò di cedere la Castiglia a Filippo promettendo di ritirarsi in Aragona, ma con un secondo trattato concordarono anche l'esclusione di Giovanna dal governo, a causa del suo "stato mentale". Immediatamente dopo, però, il trattato fu smentito da Ferdinando, con l'affermazione che i diritti sulla Castiglia spettavano solo alla figlia Giovanna. Una quindicina di giorni dopo, non avendo raggiunto un nuovo accordo con Filippo, e mantenendo così il suo diritto di interferire se riteneva che i diritti di sua figlia fossero stati violati, Ferdinando abbandonò la Castiglia per l'Aragona, lasciando Filippo a governare in vece di Giovanna.
In questa controversia appare evidente la contraddizione tra la prima dichiarazione di incapacità della figlia e la successiva affermazione dei diritti regali della stessa: una volta folle, un'altra savia.
(J. Perez, Isabella e Ferdinando, p. 320, op. cit. in bibliografia.)

### Morte di Filippo
In virtù dell'accordo di Villafáfila, i procuratori delle Cortes si riunirono a Valladolid, Castiglia il 9 luglio 1506. Il 12 luglio giurarono fedeltà a Filippo e Giovanna come re e regina di Castiglia e León e dichiararono il figlio Carlo, in seguito Carlo I di Castiglia, Leon e Aragona e Carlo V, imperatore del Sacro Romano Impero, come loro erede apparente. Questa disposizione durò solo pochi mesi.

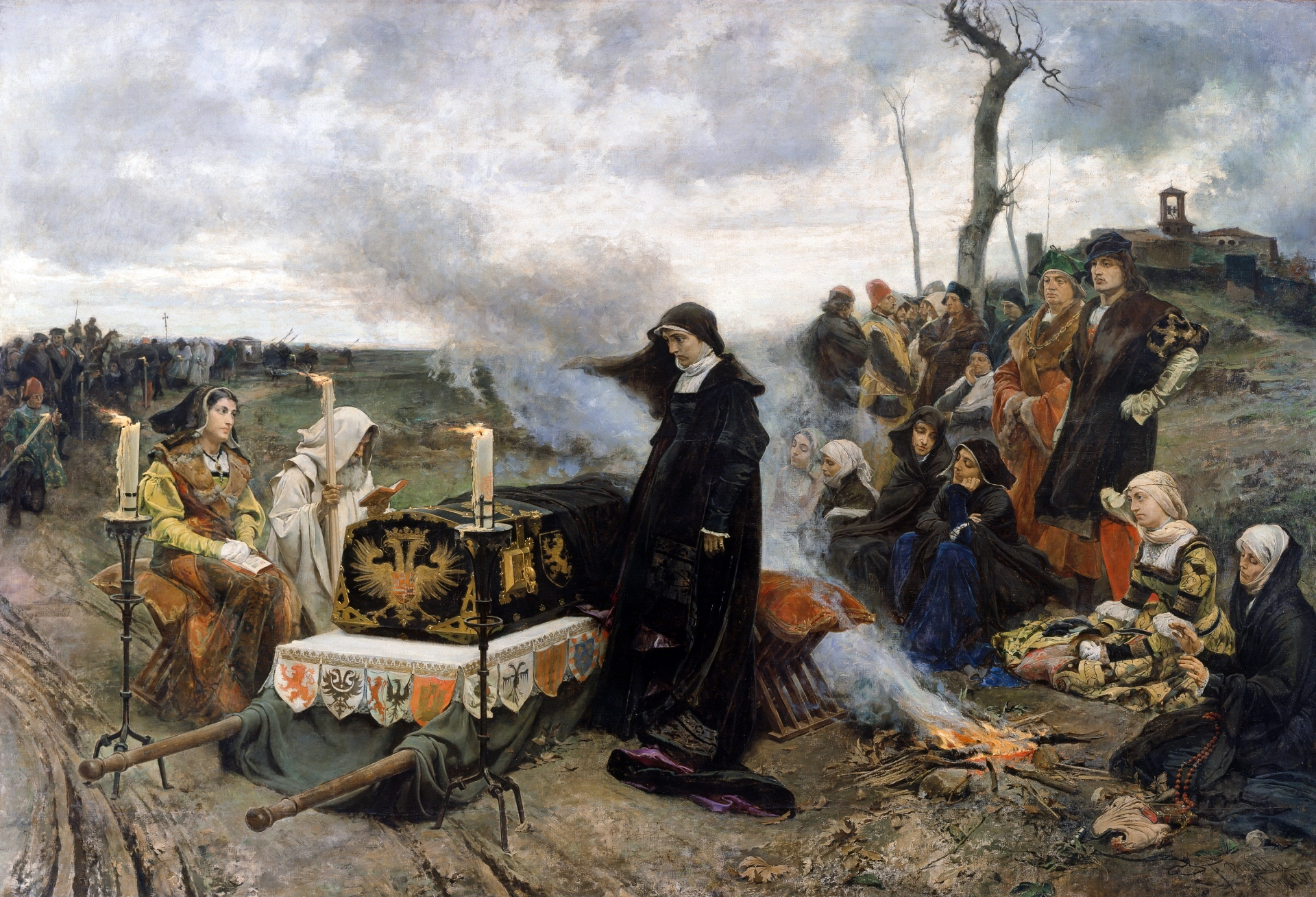
Giovanna la Pazza accompagna il feretro del marito Filippo di Francisco Pradilla Ortiz, 1877

Il 25 settembre 1506 Filippo morì dopo una malattia di cinque giorni nella città di Burgos, in Castiglia. La causa ufficiale della morte fu la febbre tifoide. L'opinione pubblica però sospettò che suo suocero Ferdinando II, che aveva sempre detestato le sue origini asburgiche straniere e con il quale non aveva mai voluto condividere il potere, lo avesse avvelenato. 
Giovanna era incinta del loro sesto e ultimo figlio, una bambina di nome Caterina (1507–1578), che in seguito divenne regina del Portogallo.
Qui cominciò la tragedia di Giovanna di Castiglia: il padre Ferdinando, reggente, scrisse a tutte le Corti lamentando la demenza della figlia causata dall'improvvisa morte dell'amato sposo. Nacque la leggenda, opportunamente esaltata e diffusa, degli strani comportamenti di Giovanna, vedova inconsolabile, verso il feretro del marito, comportamenti di cui non vi è documentazione o testimonianza che non provenga dagli ambienti di corte.
Dalla morte della madre e fino alla sua, Giovanna detenne solo formalmente il titolo di regina di Castiglia, in quanto il vero potere fu esercitato dal padre, re d'Aragona, che governava anche la Castiglia attraverso una serie di quattro diversi reggenti.

### Lunga prigionia

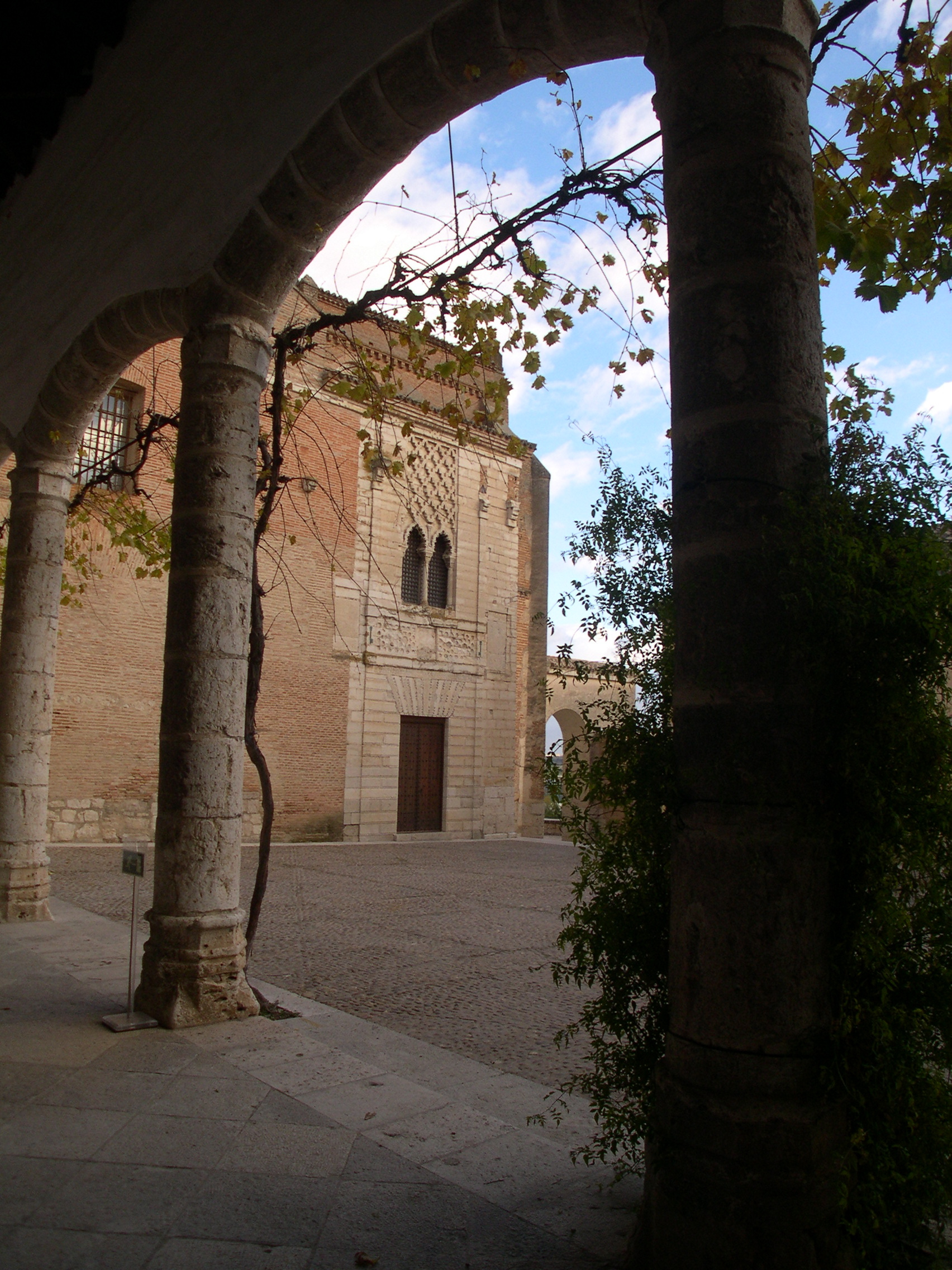
Il monastero-castello di Las Claras (Tordesillas), residenza-prigione di Giovanna

Dalla morte del marito, avvenuta nel 1506, e fino al 1520 Giovanna venne confinata, per ordine del padre, nel monastero-castello di Tordesillas, completamente isolata dal mondo esterno. Dieci anni dopo, quando il padre Ferdinando morì il 23 gennaio 1516 a Madrigalejo, la Spagna fu unificata, con le due corone passate al figlio di Giovanna e Filippo, il sedicenne Carlo di Gand, che fu incoronato il 14 marzo e divenne poi imperatore con il nome di Carlo V d'Asburgo.
Giovanna, esclusa dalla successione, rimase confinata e solo il 4 novembre 1517 Carlo si recò in visita alla madre, che non vedeva da dieci anni, essendo stato allevato nelle Fiandre dalla zia Margherita. Di lei non ricordava le sembianze e aveva solo sentito descrivere la sua follia. L'incontro, peraltro, era dettato dalla necessità di ottenere la legittimazione all'assunzione del potere, ma la situazione per Giovanna non cambiò.

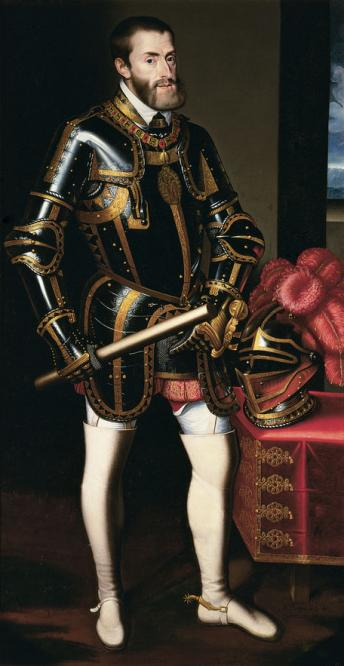
Carlo V in armatura Juan Pantoja de la Cruz (1605), copia di Tiziano

Carlo temeva le idee poco convenzionali della madre, specie per quanto riguarda la religione: un governo della madre avrebbe avuto effetti dirompenti su quegli interessi del clero e della nobiltà che si erano consolidati negli anni della reggenza di Ferdinando; avrebbe altresì escluso dalla gestione della corona lui e l'entourage fiammingo di cui era circondato e che si stava arricchendo enormemente alle sue spalle; un'incapacità mentale di Giovanna faceva comodo a molti e ovviamente gli interessati ne erano consapevoli. Carlo continuò la politica del nonno lasciando la madre nella stessa condizione in cui l'aveva trovata: prigioniera nel palazzo di Tordesillas.
()
Carlo pose a custodia di Giovanna il marchese di Dénia, don Bernardino de Sandoval y Royas, che si dimostrò un feroce aguzzino non migliore del suo predecessore Luis Ferrer, che, peraltro, dichiarava di non avere mai sottoposto la regina alla tortura della cuerda se non per ordine del padre Ferdinando. La prigionia a Tordesillas di Giovanna, regina di Castiglia, fu estremamente dura, per quanto coerente con i tempi, e resa ancora più dura sia dal rigoroso isolamento a cui fu sottoposta sia dai tentativi di costringerla a pratiche religiose, come la confessione, che ostinatamente rifiutava.
Il marchese di Denia manifestò uno zelo esemplare nella sua funzione di custode-carceriere-aguzzino, come dimostra la corrispondenza intrattenuta con Carlo, nella quale a volte gli ricordava che prima dei sentimenti filiali dovevano venire gli interessi politici: a volte suggeriva di applicare alla regina la tortura, in coerenza ai tempi, perché questa sarebbe stata utile alla sua salvezza e certamente avrebbe reso un servizio a Dio e spesso gli ricordava che egli agiva nel suo esclusivo interesse.
Il marchese allontanava quei frati che, messi vicino alla regina nel tentativo di convertirla, ne divenivano, invece, amici e difensori, come accadde per il futuro santo Giovanni d'Avila. Di tutto veniva sempre informato il figlio Carlo, che temeva una Giovanna libera e attiva, che potesse infiammare il serpeggiante sentimento popolare antifiammingo, mettendo in pericolo il suo potere.

### Rivolta dei comuneros

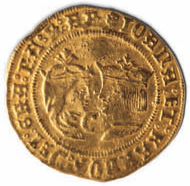
Doppio ducato con i profili di Giovanna e Carlo I (1528 circa)

Da tempo covava in Castiglia un forte risentimento contro Carlo e i fiamminghi del suo seguito per la rapacità con cui esercitavano il potere e per averne monopolizzato quasi tutte le leve. A ciò si aggiungeva il fatto che Carlo si sarebbe dovuto allontanare per cingere la corona del Sacro Romano Impero cui era pervenuto dopo la morte del nonno Massimiliano in seguito a una confusa serie di intrighi e immense somme di danaro spese per comprare i voti necessari all'elezione. In effetti Carlo partì il 20 maggio 1520 lasciando come suo reggente l'odiato fiammingo Adriano di Utrecht, futuro papa Adriano VI.
Alla fine del maggio 1520 scoppiò la cosiddetta rivolta dei comuneros, con carattere prevalentemente antifiammingo, a capo della quale emerse Juan de Padilla. Nell'agosto dello stesso anno i rivoltosi occuparono Tordesillas, allontanarono il Denia liberando Giovanna, convinti del suo buono stato mentale e cercando di farla passare dalla loro parte. Giovanna ricevette diverse volte i rappresentanti degli insorti ma non accettò mai di porsi in contrasto con il figlio mettendosi dalla loro parte anche se l'avevano liberata: rifiutò sempre di firmare qualsiasi documento che legittimasse la loro azione.
È in questa situazione che dimostrò con il suo comportamento di non essere folle preservando gli interessi del figlio. Lo stesso Adriano di Utrecht, diventato vescovo di Tortosa, comunicava a Carlo che tutti testimoniavano della sanità mentale di Giovanna precisandogli anche: «…vostra altezza ha usurpato il titolo reale e ha tenuto prigioniera a forza la regina, che è del tutto assennata, sotto il pretesto che è folle…»
La rivolta venne repressa con la battaglia finale di Villalar, il 23 aprile 1521 e i suoi capi furono giustiziati.

### Ultimi anni e morte

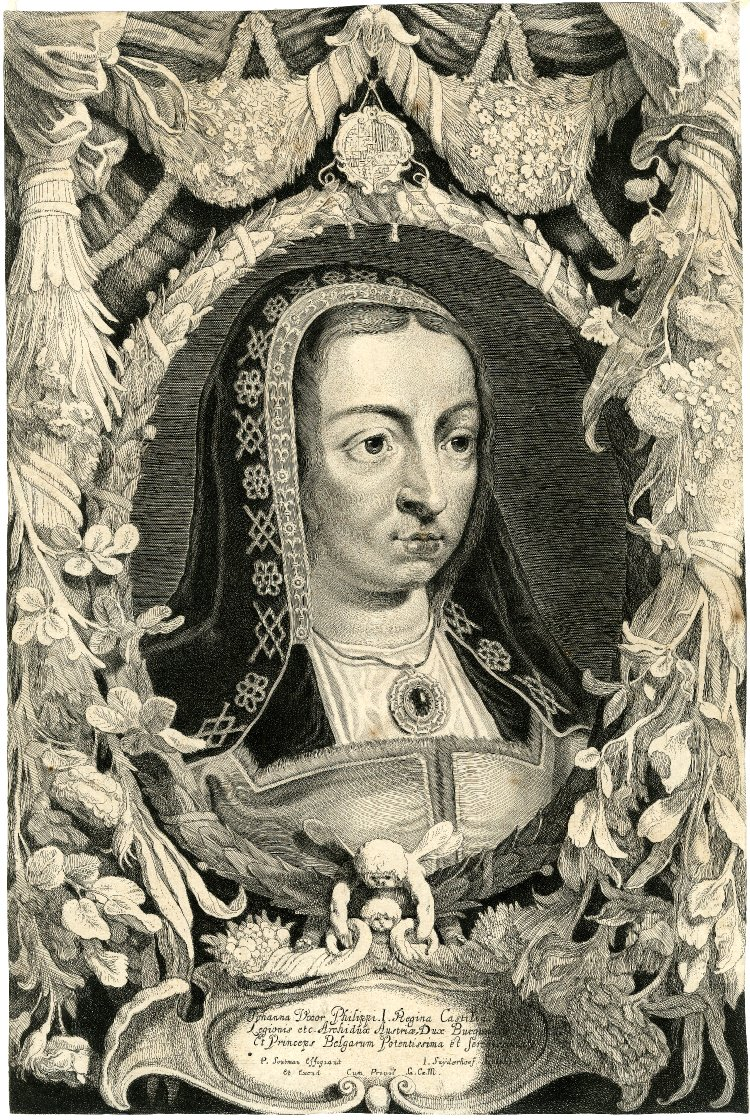
La regina in tarda età

Dopo il fallimento della rivolta dei comuneros vi fu una sorta di restaurazione: prevalse la grande nobiltà, trionfò l'ortodossia religiosa, Giovanna fu costretta a una seconda prigionia, più dura della precedente, sotto la custodia del Denia, richiamato per l'occasione, ancora più ostile a causa delle vessazioni subite durante la rivolta.
Lentamente, dopo una serie infinita di piccole e grandi angherie, Giovanna fu ridotta a uno stato bestiale da cui la liberò solo la morte: il 12 aprile 1555 (Venerdì santo), dopo avere rifiutato per l'ennesima volta la confessione, morì assistita da Francesco Borgia, che testimoniò la sua lucidità. Giovanna fu sepolta nella Capilla Real (Cappella Reale) della cattedrale di Granada, insieme con il marito e i re cattolici.
Giovanna venerava il padre di cui però fu vittima, ma egli ravvisava in lei pensieri non abbastanza ortodossi, e non abbastanza disposti a seguirlo nella prediletta politica di Inquisizione e di roghi.

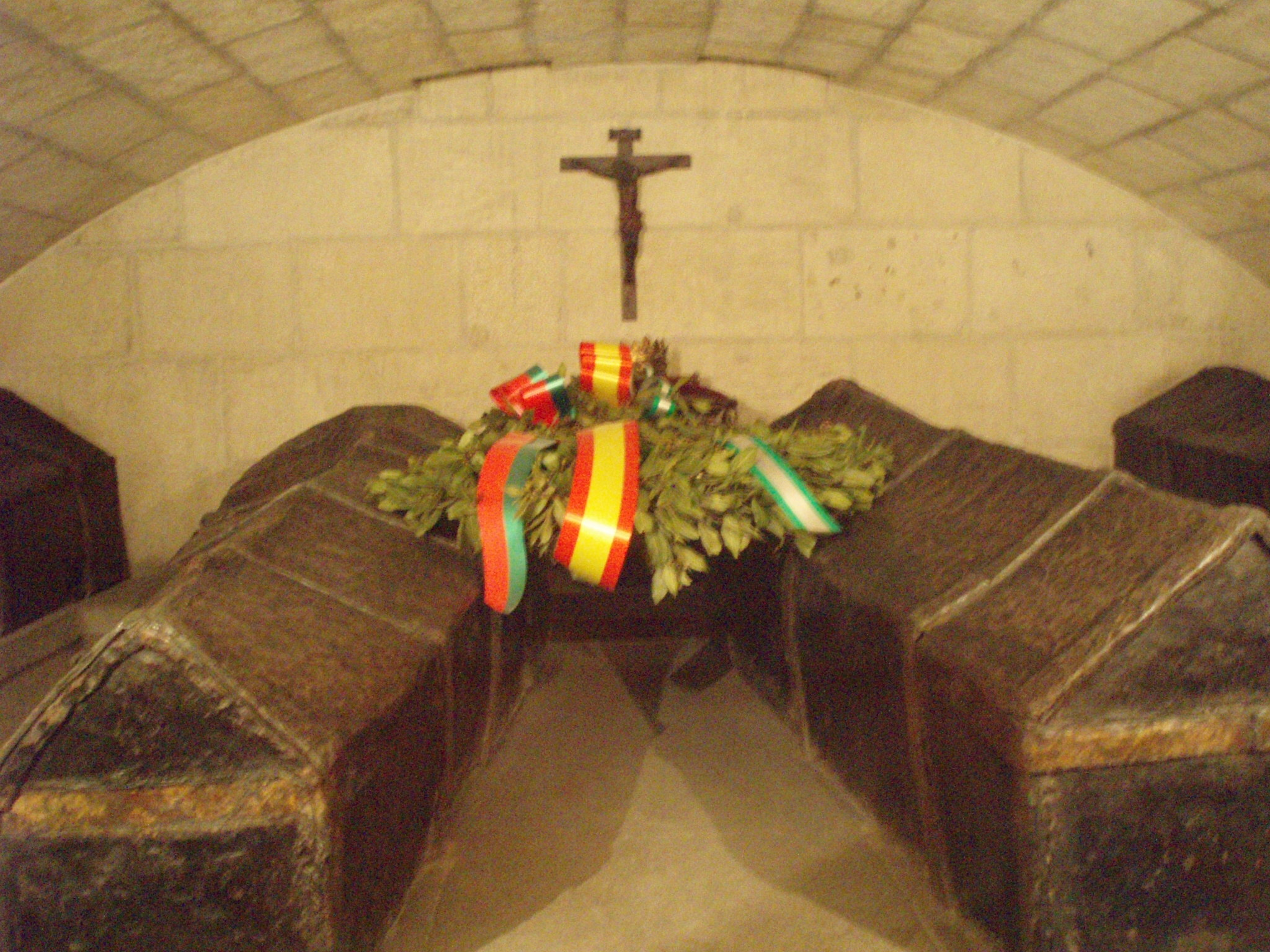
Cattedrale di Granada: cripta con i sarcofaghi (a destra) di Giovanna e di Filippo il Bello; al centro i sepolcri dei Re Cattolici

Giovanna dimostrò fino all'ultimo una fermezza e una forza morale che neanche la prigionia dura e senza alcun privilegio per la sua posizione regale riuscì a piegare. A distanza di pochi mesi dal decesso di Giovanna, il figlio Carlo V abdicherà nel gennaio 1556 e morirà due anni dopo nel Monasterio de Yuste, il 21 settembre 1558.

## Dibattito sulla pazzia di Giovanna
Argomento di ampi dibattiti sono le condizioni mentali degradate di Giovanna, che le valsero l'appellativo di "Giovanna la Pazza" e la loro veridicità. I primi sospetti di instabilità sorsero subito dopo il matrimonio, cosicché alcuni storici ritengono che possa aver sofferto di malinconia, di un disturbo depressivo, di una psicosi o di un caso di schizofrenia ereditaria, soprattutto alla luce del fatto che problemi mentali simili afflissero pure sua nonna, Isabella del Portogallo. Allo stato odierno sono frequenti gli storici che credono sia stata definita "pazza" ingiustamente, poiché suo marito Filippo il Bello e suo padre Ferdinando avevano molto da guadagnare dal fatto che Giovanna fosse dichiarata malata o incapace di governare.

Stemma di Giovanna di Castiglia

Secondo G. Belli, Giovanna «non era pazza bensì vittima delle circostanze politiche dell'epoca».
Lo storico Michael Prawdin ha visto in questo il segreto di Tordesillas: la ragion di Stato sarebbe stata la causa della prigionia di Giovanna, con il pretesto della sua follia, e ciò l'avrebbe resa veramente tale.
Anche Gustav Adolf Bergenroth e Karl Hillebrand, basandosi sui documenti pubblicati nell'Ottocento da Gustav Adolf Bergenroth, sembrano propendere per un internamento politicamente motivato e poi insabbiato col pretesto della pazzia.
Chi crede a un complotto politico ha dato una possibile spiegazione di matrice religioso-politica: una volta ultimata la Reconquista con la sconfitta definitiva di Boabdil, ultimo sultano musulmano di Granada, 2 gennaio 1492, e con l'ingresso ufficiale dei Re cattolici in Granada, 6 gennaio 1492, la nazione era sotto controllo dal punto di vista militare, ma pervasa da tensioni politiche e socio-religiose. Sotto l'aspetto politico si era nella fase di consolidamento del potere reale, teso alla costruzione di una nascente unità nazionale; sotto l'aspetto socio-religioso incombeva il problema dei musulmani (moros), degli ebrei e delle eresie, problema risolto drasticamente con l'espulsione delle comunità giudaiche e dei moros. Giovanna era forse giovanilmente e caratterialmente ribelle e suscitava scandalo nella corte reale della madre, che la sottoponeva a una disciplina sempre più rigida. La sua freddezza nei confronti del cattolicesimo e l'insofferenza per i suoi metodi crearono quindi un problema politico, in un momento in cui la religione era un mezzo fondamentale di consolidamento della recente unità nazionale e di consenso alla propria politica. Tuttavia, le ricostruzioni ottocentesche dell'anticonformismo di Giovanna non sono basate su documenti coevi e sono pertanto messe regolarmente in dubbio.

## Discendenza
Dal matrimonio con Filippo nacquero sei figli:
- Eleonora (15 novembre 1498 - 18 febbraio 1558), sposò Emanuele I re del Portogallo (1469-1521), e divenne regina del Portogallo; sposò successivamente Francesco I di Francia;
- Carlo V d'Asburgo (24 febbraio 1500 - 21 settembre 1558), sposò Isabella del Portogallo;
- Isabella (18 luglio 1501 - 19 gennaio 1526), sposò Cristiano II, re di Danimarca (1481-1559);
- Ferdinando (10 marzo 1503 - 25 luglio 1564), sposò Anna Jagellone;
- Maria (17 settembre 1505 - 18 ottobre 1558), sposò Luigi II, re di Boemia e Ungheria (1506-1526);
- Caterina (14 gennaio 1507 - 12 febbraio 1578), sposò Giovanni III, re del Portogallo (1502-1557).

## Ascendenza
|                          |                         |                              | Genitori                                   |  |  | Nonni |  |  | Bisnonni                |  |  | Trisnonni               |  |
|                          |                         |                              |                                            |  |  |       |  |  | Ferdinando I di Aragona |  |  | Giovanni I di Castiglia |  |
|                          |                         |                              |                                            |  |  |       |  |  | Ferdinando I di Aragona |  |  | Giovanni I di Castiglia |  |
|                          |                         | Leonor d'Aragona             |                                            |  |  |       |  |  | Ferdinando I di Aragona |  |  |                         |  |
| Giovanni II d'Aragona    |                         |                              |                                            |  |  |       |  |  | Ferdinando I di Aragona |  |  |                         |  |
|                          |                         | Eleonora d'Alburquerque      | Sancho d'Alburquerque                      |  |  |       |  |  |                         |  |  |                         |  |
|                          |                         | Eleonora d'Alburquerque      | Sancho d'Alburquerque                      |  |  |       |  |  |                         |  |  |                         |  |
|                          |                         | Eleonora d'Alburquerque      | Beatriz del Portogallo                     |  |  |       |  |  |                         |  |  |                         |  |
| Ferdinando II d'Aragona  |                         | Eleonora d'Alburquerque      |                                            |  |  |       |  |  |                         |  |  |                         |  |
|                          |                         | Federico Enríquez de Mendoza | Alfonso Enríquez                           |  |  |       |  |  |                         |  |  |                         |  |
|                          |                         | Federico Enríquez de Mendoza | Alfonso Enríquez                           |  |  |       |  |  |                         |  |  |                         |  |
|                          |                         | Federico Enríquez de Mendoza | Juana de Mendoza                           |  |  |       |  |  |                         |  |  |                         |  |
| Giovanna Enríquez        |                         | Federico Enríquez de Mendoza |                                            |  |  |       |  |  |                         |  |  |                         |  |
|                          |                         | Marina Fernández de Córdoba  | Diego Fernández de Córdoba                 |  |  |       |  |  |                         |  |  |                         |  |
|                          |                         | Marina Fernández de Córdoba  | Diego Fernández de Córdoba                 |  |  |       |  |  |                         |  |  |                         |  |
|                          |                         | Marina Fernández de Córdoba  | Inés de Ayala                              |  |  |       |  |  |                         |  |  |                         |  |
| Giovanna di Trastámara   |                         | Marina Fernández de Córdoba  |                                            |  |  |       |  |  |                         |  |  |                         |  |
|                          | Enrico III di Castiglia | Giovanni I di Castiglia      |                                            |  |  |       |  |  |                         |  |  |                         |  |
|                          | Enrico III di Castiglia | Giovanni I di Castiglia      |                                            |  |  |       |  |  |                         |  |  |                         |  |
|                          | Enrico III di Castiglia | Leonor d'Aragona             |                                            |  |  |       |  |  |                         |  |  |                         |  |
| Giovanni II di Castiglia | Enrico III di Castiglia |                              |                                            |  |  |       |  |  |                         |  |  |                         |  |
|                          |                         | Caterina di Lancaster        | Giovanni Plantageneto, I duca di Lancaster |  |  |       |  |  |                         |  |  |                         |  |
|                          |                         | Caterina di Lancaster        | Giovanni Plantageneto, I duca di Lancaster |  |  |       |  |  |                         |  |  |                         |  |
|                          |                         | Caterina di Lancaster        | Costanza di Castiglia                      |  |  |       |  |  |                         |  |  |                         |  |
| Isabella di Castiglia    |                         | Caterina di Lancaster        |                                            |  |  |       |  |  |                         |  |  |                         |  |
|                          |                         | Giovanni d'Aviz              | Giovanni I del Portogallo                  |  |  |       |  |  |                         |  |  |                         |  |
|                          |                         | Giovanni d'Aviz              | Giovanni I del Portogallo                  |  |  |       |  |  |                         |  |  |                         |  |
|                          |                         | Giovanni d'Aviz              | Filippa di Lancaster                       |  |  |       |  |  |                         |  |  |                         |  |
| Isabella del Portogallo  |                         | Giovanni d'Aviz              |                                            |  |  |       |  |  |                         |  |  |                         |  |
|                          |                         | Isabella di Braganza         | Alfonso I di Braganza                      |  |  |       |  |  |                         |  |  |                         |  |
|                          |                         | Isabella di Braganza         | Alfonso I di Braganza                      |  |  |       |  |  |                         |  |  |                         |  |
|                          |                         | Isabella di Braganza         | Beatriz Pereira de Alvim                   |  |  |       |  |  |                         |  |  |                         |  |
|                          |                         | Isabella di Braganza         |                                            |  |  |       |  |  |                         |  |  |                         |  |

## Cinematografia
La vita di Giovanna di Castiglia è stata rappresentata in alcune produzioni cinematografiche:
- Giovanna la pazza, regia di Mario Caserini (1910)
- Giovanna la pazza (Locura de amor), regia di Juan de Orduña (1948)
- Giovanna la pazza (Juana la Loca), coproduzione italiana, spagnola e portoghese, regia di Vicente Aranda (2001)

### Fonti primarie
- H. J. Elliott. La Spagna imperiale. 1469-1716. Bologna, Il Mulino, 1992. ISBN 88-15-01499-3.
- Karl Hillebrand. Un enigma della storia. Palermo, Sellerio, 1986.
- J. Perez. Isabella e Ferdinando. Torino, Società editrice internazionale, 1991. ISBN 88-05-05234-5.

### Fonti secondarie e approfondimenti
- Gabriella Airaldi, Consuelo Varela.  Isabella di Castiglia . Genova, Costa e Nolan, 1992. ISBN 88-7648-145-1.
- Adriana Assini, Le rose di Cordova, Scrittura & Scritture, Napoli, 2007. ISBN 978-888968-276-0.
- Ernest Belenguer.  Ferdinando e Isabella, i re cattolici nella politica europea del Rinascimento. Roma, Salerno, 2001. ISBN 88-8402-325-4.
- Gioconda Belli.  La pergamena della seduzione. Milano, 2007. ISBN 88-17-01836-8.
- Elena Bonoldi. Giovanna la Pazza. L'erede di Isabella la Cattolica. Milano, Nuovi Autori, 1988. ISBN 88-7230-565-9.
- Karl Brandi. Carlo V. Torino, Einaudi, 2001. ISBN 88-06-15725-6.
- (DE) Johann Brouwer. Johanna die Wahnsinnige.
- (ES) Adan J. Cepeda. En torno al concepto del Estado en los Reyes Católicos. Madrid, 1956.
- Edgarda Ferri. Giovanna la pazza, regina ribelle nella Spagna dell'inquisizione. Milano, Mondadori, 1997. ISBN 88-04-44266-2.
- Helena Gattermayer.  Giovanna la Pazza, l'erede di Isabella la Cattolica. Milano, Nuovi autori, 1998. ISBN 88-7230-565-9.
- (ES) E. Gonzalez Herrera. Tragedia de la reina Juana. Valladolid, Marin, 1992.
- (ES) J. I. Gutierrez Nieto. Las comunidades como movimento antiseñoral. Barcelona, 1973.
- (DE) Thea Leitner. Habsburgs goldene Bräute.
- Béatrice Leroy. Spagna medioevale. Genova, ECIG, 1993. ISBN 88-7545-552-X.
- Gabriella Mecucci, «La regina tradita», Liberal, 27 giugno 2009, pagg. 8-9.
- Wolf Vostell, Omaggio a Giovanna La Pazza. Il Centro Napoli, Napoli, 1980
- Gaia Servadio, Incoronata Pazza. Salani, Milano, 2010
- (FR) J. Perez. La révolution des Comunitades de Castille. Bordeaux, 1970.
- M. Prawdin. Giovanna la pazza. Roma, Polin, 1945.
- Jakob Wassermann.  Donna Giovanna di Castiglia. Palermo, Sellerio Editore Palermo, 1992. ISBN 88-389-0782-X.